# Éditions du Lézard
 (septembre 2024).
Si vous disposez d'ouvrages ou d'articles de référence ou si vous connaissez des sites web de qualité traitant du thème abordé ici, merci de compléter l'article en donnant les références utiles à sa vérifiabilité et en les liant à la section « Notes et références ».
Les Éditions du Lézard est une maison d'édition française qui a édité une collection de livres sur les drogues, à contre-courant de l'autocensure généralement pratiquée dans la littérature sur ce thème (due aux lois françaises). Les éditions sont basées dans les locaux de la librairie Lady Long Solo, dans le 11e arrondissement de Paris.

## Orientations éditoriales

### Pour la légalisation du cannabis
Parmi les succès de cette collection on relève Fumée clandestine, de Jean-Pierre Galland, président du Collectif d'information et de recherches cannabique (le CIRC), paru en 1992, après avoir été édité chez Ramsay.
Le 18 juin 1993, les éditions du Lézard organisent un colloque international, à Paris, sous le titre Première journée internationale du cannabis, qui rassemble nombre de spécialistes et de militants venus aussi bien de France que des États-Unis, de Grande-Bretagne, d'Allemagne, de Suisse, d'Espagne, des Pays-Bas ou de Belgique. Ce colloque est à la fois l'occasion de relancer l'« Appel du 18 joint », lancé en 1976, en faveur de la légalisation du cannabis, et de faire le point sur des questions alors méconnues comme les usages multiples du chanvre (non psychotrope). Sur ce sujet les éditions du Lézard publient alors L'empereur est nu, du militant américain Jack Herer, livre qui a joué un rôle très important dans la remobilisation du mouvement en faveur de la légalisation du cannabis aux États-Unis, dans les années 1990.
En 1994, les éditions du Lézard organisent une Deuxième journée internationale du cannabis, sur la thématique spécifique du cannabis thérapeutique. Elles publient à cette occasion Cannabis, la médecine interdite, du docteur américain Lester Greenspoon, pionnier de la recherche sur la question des usages thérapeutiques de cette plante. À cette occasion est lancé un appel pour la légalisation du cannabis, rédigé par le fameux cancérologue Léon Schwartzenberg. Celui-ci témoigne au cours de ce colloque du fait qu'il recourt au cannabis pour accompagner des traitements anti-cancéreux dès les années 1970.
Également très diffusé, Les Très Riches Heures du cannabis de Phix est paru en 1995.
Les éditions du Lézard ont également publié des manuels de culture du cannabis, parmi lesquels Culture en placard (en anglais Closet cultivator), d'Ed Rosenthal, qui a été l'objet de poursuites judiciaires et d'une condamnation à 3 000 euros d'amende, en 2005.

### Autres drogues
Autre titre phare de l'éditeur, Les Plantes des dieux d'Albert Hofmann et de Richard Evans Schultes, un classique, publié dans de nombreuses langues, souvent réédité, qui est un survol de l'ensemble des plantes psychédéliques, par deux auteurs éminents, Hofmann étant le découvreur du LSD 25 (extrait de l'ergot du seigle) et de la psilocybine (substance active du champignon psilocybe), et Schultes, fondateur de l'ethnobotanique, et directeur du département d'ethnobotanique de l'université Harvard jusqu'à sa mort en 2001.
Du même Hofmann, les éditions du Lézard publient LSD, mon enfant terrible, ses mémoires. Ce titre a été repris en poche chez L'Esprit frappeur.
Parmi les ouvrages de fonds figure La Politique de l'héroïne d'Alfred W. McCoy, publié une première fois dans les années 1970, et republié par les éditions du Lézard en 1999. Ce livre de plus de 600 pages est une enquête approfondie sur l'implication de la CIA, comme des services secrets français, dans le trafic de drogues.
Sur une thématique voisine, LSD et CIA, de Martin Lee et Bruce Shlain, est une histoire de la diffusion du LSD aux États-Unis, et du rôle de la CIA dans cette diffusion.
Du psychiatre américain Thomas Szasz, les éditions du Lézard ont publié deux livres, La Persécution rituelle des drogues, et Notre droit aux drogues, deux livres de réflexion sur le statut problématique des drogues dans les sociétés prohibitionnistes.
Du psychiatre bolivien, Jorge Hurtado, La Légende de la coca, est le résultat de plus de vingt ans de travail de celui qui a contribué à l'évolution de la perception de cette plante traditionnelle en Bolivie. Cette évolution a contribué à l'émergence du mouvement des cultivateurs de coca, les cocaleros, parmi lesquels Evo Morales qui a remporté les élections présidentielles en 2005, réélu en 2009. Ce livre est également l'origine du Musée de la coca organisé à La Paz par le Dr Hurtado.
Depuis l'unique condamnation de 2005 (qui ne constituait pas pour autant une interdiction), l'ensemble des livres des éditions du Lézard sont beaucoup moins diffusés. Alors que de 1993 à 2005 il était possible de trouver ces livres dans nombre de librairies, dont les grandes chaînes, ils ne sont désormais quasiment jamais exposés, et rarement présents dans les rayons des libraires. Les éditions du Lézard ont pu dénoncer le fait que cette restriction de diffusion soudaine était le résultat de pressions de la brigade des stupéfiants, ce dont atteste une circulaire interne des Fnac, dont le site Nouvelobs.com avait pu faire état en 2005[réf. nécessaire], sans susciter plus de scandale.
Depuis, les éditions du Lézard ne publient que rarement, avec des tirages très limités.

## Publications
- Jean-Pierre Galland, Cannabis : Nouvelles du front.
- A. C. M. Jansen, Cannabis à Amsterdam : Une géographie du haschich et de la marijuana.
- Lester Grinspoon (en) et James Bakalar, Cannabis, médecine interdite.
- Timothy Leary, Chaos & Cyberculture.
- Julian Durlacher, Cocaïne.
- Ed Rosenthal (en), Culture en placard.
- Anthony Henman, Drogues légales : L'expérience de Liverpool.
- Don Irving, Du Cannabis dans mon jardin.
- Ed Rosenthal, Dale Gieringer et Tod Mikuriya, Du Cannabis pour se soigner.
- Andrew Weil et Winifred Rosen, Du Chocolat à la Morphine.
- Nicholas Saunders, E comme Ecstasy : MDMA, raves & culture techno.
- Miriam Joseph, Ecstasy.
- Jean-Pierre Galland, Fumée Clandestine, t. 1 : Il était une fois le cannabis.
- Jean-Pierre Galland, Fumée Clandestine, t. 2 : Le monde est en pétard.
- Julian Durlacher, Héroïne.
- Antonio Escohotado, Histoire élémentaire des drogues : Des origines à nos jours.
- Philippe Adams, Jardin d'intérieur : le cannabis.
- Christian Vila, L'Agenda du Lézard 2001.
- Jean-Pierre Bouyxou et Pierre Delannoy, L'Aventure Hippie.
- Jack Herer, L'Empereur est nu ! Le chanvre et la conspiration contre le cannabis.
- Robert C. Clarke, La Botanique du cannabis.
- Robert Delanne, La Croisière impossible : Un des derniers contrebandiers raconte.
- Jorge Hurtado, La Légende de la Coca.
- Thomas Szasz, La Persécution rituelle des drogués : Boucs émissaires de notre temps.
- Alfred W. McCoy, La Politique de l'héroïne.
- Alexander Trocchi, Le Livre de Caïn.
- Ouin, Les Aventures de Bloodi & Riquette : La ratte qui s'délatte.
- Fernando Benitez, Les Champignons hallucinants.
- Sid, Fabienne et Phix, Les Gâteaux de l'espace.
- Christian Rätsch, Les Plantes de l'amour.
- Richard Evans Schultes et Albert Hofmann, Les Plantes des dieux.
- Phix, Les très riches heures du Cannabis.
- Martin A. Lee et Bruce Shlain, LSD et CIA : Quand l'Amérique était sous acide.
- Albert Hofmann, LSD mon enfant terrible.
- Aldous Huxley, Moksha : Expériences visionnaires et psychédéliques.
- Thomas Szasz, Notre droit aux drogues.
- Shilum, Nouvelles haschischiennes.
- Christian Chapiron et Christian Vila, Psychoactif (un livre hallucinant).
- Jean-Pierre Galland, Michka et Phix, Stupéfiant ! La planète psychoactive.
- Cheryl Pellerin, Trips : Comment les hallucinogènes agissent dans votre cerveau.
- Dominique Antonin, Un peu d'encre sur la neige : L'expérience de la cocaïne par les écrivains.